# Jiří Friedl
Jiří Friedl (* 1976 Zábřeh) je český historik, vysokoškolský pedagog a v letech 2006–2022 vědecký pracovník Historického ústavu AV ČR.
Věnuje se dějinám Polska, československo-polským a česko-polským vztahům ve 20. století a dějinám střední a východní Evropy ve 20. století.

## Biografie
Jiří Friedl po maturitě v roce 1995 na Střední škole informačních a knihovnických služeb v Brně vystudoval v letech 1996–2001 Filozoficko-přírodovědeckou fakultu Slezské univerzity v Opavě, magisterský obor Historie s rozšířenou výukou jazyků, v letech 2001–2004 pak doktorské studium v oboru České a československé dějiny. V roce 2009 se na téže fakultě habilitoval a získal titul docent. V roce 2014 obdržel na Akademii věd České republiky titul doktora věd, DSc. V červnu 2024 byl jmenován prezidentem Petrem Pavlem profesorem.
Badatelsky se věnuje mimo jiné dějinám Polska a polské menšině na Těšínsku ve 20. století.
Věnuje se také pedagogické práci. Přednášel na Karlově univerzitě, v letech 2010–2024 externě na Filozofické fakultě Masarykovy univerzity v Brně, 2023–2024 na Univerzitě obrany v Brně, a od r. 2024 vyučuje na Ústavu etnologie a středoevropských a balkánských studií FF UK.

### Ocenění
Za svou vědeckou práci obdržel řadu ocenění v České republice a v Polsku. Mimo jiné:
- Cena Edvarda Beneše II. stupně za ročníkovou práci Generálmajor in memoriam Karle Lukas (1897–1949) – účastník druhého zahraničního odboje (1999)[13]
- Cena ministra školství, mládeže a tělovýchovy pro vynikající studenty ve studijním programu (2004)[13]
- Cena Josefa Hlávky pro nejlepší studenty a absolventy pražských veřejných vysokých škol, brněnské techniky a mladé talentované pracovníky Akademie věd České republiky (2005)[13]
- Wichterleho prémie pro vynikající mladé vědecké pracovníky Akademie věd České republiky (2008)[14]
- 2011 – Bronzový Záslužný kříž Polské republiky za badatelskou a popularizační činnost v oblasti dějin česko-polských vztahů[15]
- Cena Wacława Felczaka a Henryka Wereszyckého (2021) udělená Jagellonskou univerzitou v Krakově a krakovskou pobočkou Polskiego Towarszystwa Historycznego za knihu Domů, a za svobodou (Praha, Academia 2020)[16]
- medaile „Zasłużony dla Nauki Polskiej Sapientia et Veritas“ polským ministrem vzdělávání a vědy (2023)[17]

## Vydané publikace
Publikací za svoji kariéru vydal značné množství. Zde je zmíněno jen několik nejvýznamnějších.
Monografie / kolektivní monografie:
- Příběh generála Lukase. Přerov: Šárka, 2002, 205 s.
- Na jedné frontě. Vztahy československé a polské armády (Polskie Siły Zbrojne) za druhé světové války. Praha: Ústav pro soudobé dějiny AV ČR, 2005, 384 s. (vyšlo rovněž v polském překladu pod názvem Na jednym froncie. Czechosłowacko-polskie stosunki wojskowe 1939–1945. Gdańsk – Warszawa 2011)
- Rozpačité spojenectví. Československo-polské vztahy v letech 1945–1949. Praha: Aleš Skřivan ml., 2008. 399 s. (spoluautor Z. Jirásek; vlastní podíl – část nazvaná Vztahy mezi Československem a Polskem v letech 1945–1949, s. 11–339).
- Češi a Poláci na Těšínsku 1945–1949 (Czesi i Polacy na Zaolziu 1945–1949). Praha–Brno: Historický ústav AV ČR, Conditio humana 2012, 311 s.
- Vojáci–psanci. Polská Svatokřížská brigáda Národních ozbrojených sil na českém území v roce 1945. Praha: Vojenský historický ústav, 2015, 167 s.